# Trogulus balearicus
Espèce
Trogulus balearicus est une espèce d'opilions dyspnois de la famille des Trogulidae.

## Distribution
Cette espèce est endémique des îles Baléares en Espagne. Elle se rencontre sur Ibiza et Majorque.

## Description
Les mâles mesurent de 7,7 à 7,9 mm.

## Systématique et taxinomie
Cette espèce a été décrite par Schonhöfer et Martens en 2008.

## Étymologie
Son nom d'espèce lui a été donné en référence au lieu de sa découverte, les îles Baléares.

## Publication originale
- Schonhöfer & Martens, 2008 : « Revision of the genus Trogulus Latreille: the Trogulus coriziformis species-group of the western Mediterranean (Opiliones: Trogulidae). » Invertebrate Systematics, vol. 22, p. 523–554.